# Методика навчання
Мето́дика навчання (від грец. μέθοδος — «шлях через») окремої навчальної дисципліни (предмета) — галузь педагогічної науки, що досліджує теорії навчання (приватну дидактику).
Методику навчання окремого предмета слід розглядати як спосіб організації практичної та теоретичної діяльності учасників навчання, зумовлений закономірностями та особливостями змісту навчального предмета.

## Завдання та зміст методики
Завдання методики полягають у тому, щоб:
1. На основі вивчення явищ процесу окремої навчальної дисципліни (предмета) розкривати між ними закономірні зв'язки.
2. На основі виявлених закономірностей установлювати нормативні вимоги до навчальної діяльності викладача (викладанню) та пізнавальній діяльності учня (вивченню, вченню).

Зміст методики навчання складає:
1. Виявлення пізнавального значення даної навчальної дисципліни та її місця в системі освіти (підготовки фахівця).
2. Визначення завдань даної навчальної дисципліни та її змісту.
3. Визначення та застосування відповідних методів, методичних засобів, форм організації навчання для опанування змістом навчального предмета.

Термін методика навчання застосовується також у більш вузькому значенні — як вчення про методи навчання. Таке вчення може бути як загальним, що стосується загальної теорії навчання (дидактики), так і таким, що стосується виключно конкретної навчальної дисципліни.
Методика викладання навчального предмета (дисципліни) обумовлена особливостями та специфікою набуття знань, умінь і навичок окремої навчальної дисципліни (предмета).
Методика викладання окремого предмета має свої категорії, які визначаються на основі загально визнаних педагогічних понять.
До головних з них належать: закономірності навчання окремого предмета; принципи навчання; викладання; учіння; методи навчання; форми організації навчання, знання, уміння, навички.

## Закономірності навчання окремого предмета
Основні Закономірності навчання окремої навчальної дисципліни (предмета):
- залежність основної мети та завдань навчання від рівня, темпів, потреб і можливостей суспільства, рівня розвитку педагогічної науки і практики;

- залежність результативності навчання від поєднання внутрішніх (особистісних) мотивів з зовнішніми (суспільно-економічними) умовами;

- залежність рівня продуктивності навчання від матеріально-технічного та методичного забезпечення навчального процесу, оптимального застосування засобів та методів навчання, форм його організації;

- обумовленість результативності навчання інтенсивністю зворотних зв'язків, врахування результатів попередніх етапів.

## Принципи навчання (дидактичні принципи)
Основні принципи навчання окремої навчальної дисципліни (предмета) — основні теоретичні вихідні положення, за якими здійснюється навчання окремої навчальної дисципліни (предмета). До них належать:
- спрямованість навчання на вирішення завдань освіти, розвитку й виховання;

- науковість навчання;

- систематичність і послідовність навчання;

- доступність навчання, врахування вікових особливостей;

- наочність навчання;

- зв'язок навчання з реальним життям;

- свідомість і активність у навчанні;

- міцність засвоєння знань, умінь та навичок.

## Викладання
Викладання окремої навчальної дисципліни (предмета) — діяльність викладача у процесі навчання, що спрямована на передачу знань, умінь і навичок.

## Вивчення (учення)
Вивчення(учення) окремої навчальної дисципліни (предмета) — доцільна діяльність особистості (учня, студента) спрямована на засвоєння знань, умінь і навичок для подальшого застосування у практиці.

## Методи навчання
Методи навчання окремої навчальної дисципліни (предмета) — взаємодії між викладачем і студентами, під час яких відбувається передача та засвоєння знань, умінь і навичок.
Загально прийнятим у сучасній педагогічній науці методи навчання прийнято розрізняти:
1. За характером подачі (викладення) навчального матеріалу: словесні, наочні, практичні.
2. За організаційним характером навчання: Методи організації та здійснення навчально-пізнавальної діяльності; Методи стимулювання і мотивації навчально-пізнавальної діяльності; Методи контролю та самоконтролю у навчанні; Бінарні(подвійні) методи навчання.
3. За логікою сприймання та засвоєння навчального матеріалу: індуктивно-дедукційні, репродуктивні, прагматичні, дослідницькі, проблемні тощо.

## Форми організації навчання
Форми організації навчання окремої навчальної дисципліни (предмета) — обумовлені часом окремі структури (частки) навчального процесу тісно пов'язані з його змістом. ЦЕ — навчальні заняття, практична підготовка, самостійна робота, контрольні заходи.
Для загальноосвітньої школи основною формою навчання є урок, хоча за загальноприйнятими педагогічними визначеннями урок водночас є одним із видів навчання.
Види навчання — обумовлені часом, частини навчального процесу, що розрізняються за основними способами передачі та засвоєння змісту навчання. У своєму комплексному вигляді вони щільно поєднуються зі словесними, наочними та практичними методами навчання.
Найпоширенішими видами навчання є: лекції; семінарські, практичні, індивідуальні, лабораторні заняття; консультації; навчальна та виробнича практика.
Знання — результат свідомого засвоєння фактів, понять, законів, які складають основний зміст навчальної дисципліни.
Уміння — здатність свідомого виконання практичних та теоретичних дій із застосуванням надбаних знань.
Навички — свідомі, базовані на знаннях дії, що виконуються в результаті багаторазового повторення окремих практичних та теоретичних завдань, передбачених програмою навчального предмета і мають автоматизований характер.

## Сучасні українські методисти
Сучасні українські методисти окремих навчальних дисциплін, професори: Чайченко Н. Н. (природничі дисципліни); Булда Анатолій Андрійович, Михайличенко Олег Володимирович, Пометун Олена Іванівна, Баханов Костянтин Олексійович (суспільні дисципліни); Андрусишин Богдан Іванович (правознавчі та історичні дисципліни); Михайличенко О. В., Масол Л. М., Олексюк О. М., Отич О. М., Ростовський О. Я., Лобова О. В., (мистецькі дисципліни); Ніколаєва С. Ю., Смелякова Л. П. (іноземні мови).
Також працює в галузі методики викладання історії та, зокрема, тематики голодомору 1932—1933 років в УСРР працює
канадійка українського походження Валентина Курилів.
Методика навчання — спосіб організації діяльності учнів з навчальним матеріалом. М.н. визначає, що і як саме роблять учні з навчальним матеріалом, які властивості і зв'язки між об'єктами розкривають вони. Метод є центральною ланкою детермінації процесу навчання зовнішніми обставинами.

## Компоненти
У М.н. можна виділити змістову і формальну сторони. Змістова сторона має такі компоненти:
- 1) зміст, різні моделі, аналогії, алгоритми, які дають змогу засвоїти сутність навчальних предметів;
- 2) розумові, передусім мислительні, дії, потрібні для засвоєння змісту навчальних предметів і додаткового змісту (загальнологічні дії, а також дії, що розкривають принцип побудови навчального матеріалу тощо);
- 3) співвідношення між цілями навчання, з одного боку, прямими і непрямими його продуктами, з іншого.

Формальна сторона М.н. характеризується співвідношенням активності вчителя та учнів, характером поєднання колективних та індивідуальних форм навчальної роботи, співвідношенням зорової та слухової інформації у поданні навчального матеріалу, кількість і складність завдань, які стоять перед учнями, мірою допомоги, що надається їм тощо.
М.н. є одним із важливих факторів ефективності навчання і розумового розвитку учнів.